# René Picamal Coma
René Picamal Coma, né à Perpignan (Pyrénées-Orientales) le 8 juillet 1961, est un joueur de fiscorn à la cobla Mil·lenària de Perpignan et compositeur de sardanes.

## Biographie
À l'âge de 14 ans, il s'initie à la guitare. En 1991, il commence l'étude de la sardane, de la musique et de la  cobla. Il commence à apprendre à jouer du trombone à l'école de musique de Céret et au conservatoire de musique de Perpignan. Il a été un compositeur autodidacte prolifique puisqu'il a écrit une trentaine de sardanes.
René Picamal travaille également en tant que professeur de technologie pour les niveaux de sixième et cinquième, à l'Institution Saint-Louis-de-Gonzague.